# Szeszole
Szeszole (lit. Šešuoliai) – miasteczko na Litwie, w okręgu wileńskim, w rejonie wiłkomierskim, położone ok. 16 km na południowy wschód od Wiłkomierza, przy drodze Wiłkomierz-Malaty. Siedziba gminy Szeszole. Litewski zabytek urbanistyki.
Własność biskupów wileńskich, położona w 1673 roku w powiecie wileńskim.
Znajduje się tu m.in. Kościół św. Józefa z 1751, poczta, szkoła, biblioteka i punkt medyczny. Pierwsza wzmianka o wsi pochodzi z 1334 roku, co upamiętnione zostało pomnikiem "Karžygys", postawionym tu w roku 2004 z okazji 670 rocznicy tego wydarzenia. W 1567 roku miejscowość zyskała prawa miejskie.